# Guardiani della Galassia Holiday Special
Guardiani della Galassia Holiday Special (The Guardians of the Galaxy Holiday Special) è uno speciale televisivo statunitense scritto e diretto da James Gunn per il servizio di streaming Disney+, basato sull'omonimo gruppo di Marvel Comics. È il secondo Marvel Studios Special Presentations del Marvel Cinematic Universe (MCU), e condivide la continuità con i film e le serie televisive del franchise. Lo speciale è prodotto dai Marvel Studios e segue i Guardiani della Galassia durante le feste di Natale alla ricerca di un regalo per il loro leader Peter Quill.
Chris Pratt, Dave Bautista, Karen Gillan, Pom Klementieff, Vin Diesel, Bradley Cooper, Sean Gunn e Michael Rooker riprendono il loro ruolo di guardiani dai media precedenti del MCU; lo speciale vede anche la partecipazione della band Old 97's e l'"introduzione" di Kevin Bacon. Gunn ha lavorato al concept per lo speciale durante la produzione di Guardiani della Galassia Vol. 2 (2017) prima che venisse annunciato nel dicembre 2020. Le riprese si sono svolte da febbraio a fine aprile 2022 ad Atlanta e Los Angeles, durante la produzione di Guardiani della Galassia Vol. 3 (2023).
Guardiani della Galassia Holiday Special è stato distribuito il 25 novembre 2022 su Disney+, come prodotto conclusivo della Fase Quattro del MCU. Lo speciale ha ricevuto un'accoglienza positiva da parte della critica per il suo umorismo, la direzione di Gunn e le performance del cast (in particolare quelle di Bautista, Klementieff e Bacon).

## Trama
I Guardiani della Galassia acquistano Ovunque dal Collezionista e reclutano Cosmo come nuovo membro del team. Con l'avvicinarsi del Natale, Kraglin Obfonteri racconta ai Guardiani la storia di come Yondu Udonta abbia rovinato il Natale a Peter Quill durante la sua infanzia. Mantis parla a Drax di trovare un regalo perfetto per Quill, poiché quest'ultimo è ancora depresso per la scomparsa di Gamora. Dopo aver raccolto delle idee, i due decidono di andare sulla Terra per recuperare l'eroe d'infanzia di Quill, Kevin Bacon.
Mantis e Drax volano sulla Terra e atterrano a Hollywood, dove tentano di cercare Bacon. Dopo aver passato del tempo nella Hollywood Walk of Fame ed in un bar, i due ottengono una mappa indicante l'ubicazione delle abitazioni di diverse celebrità e la usano per localizzare la casa di Bacon a Beverly Hills. Questi, che sta aspettando che la sua famiglia torni a casa, è terrorizzato dall'apparizione di Mantis e Drax e tenta di scappare, ma Mantis lo mette in trance usando i suoi poteri. Mentre tornano a Knowhere, Mantis e Drax apprendono con loro delusione che Bacon è un attore e non un vero eroe. Più tardi, i Guardiani sorprendono Quill con una celebrazione del Natale, ma quest'ultimo va fuori di testa quando scopre che Bacon è stato rapito contro la sua volontà e chiede che venga riportato a casa. Kraglin, tuttavia, convince Bacon a restare dicendogli come ha ispirato l'eroismo di Peter. Bacon accetta di restare e celebrare il Natale con i Guardiani prima di tornare a casa.
A seguito delle celebrazioni, Quill rivela a Mantis come Yondu avesse in realtà cambiato idea sul Natale donandogli un paio di blaster utilizzati ora come sua arma principale. Mantis gli confida di essere la sua sorella, dopo anni in cui si è rifiutata di dirgli la verità per paura di ricordargli le nefandezze di suo padre Ego, con sorpresa ed euforia di Quill. 

## Produzione

### Cast
Guardiani della Galassia Holiday Special vede Chris Pratt, Dave Bautista, Vin Diesel, Bradley Cooper, Karen Gillan, Pom Klementieff e Sean Gunn riprendere i loro ruoli come membri dei Guardiani della Galassia, tornando ad interpretare rispettivamente Peter Quill / Star-Lord, Drax il distruttore, Groot, Rocket, Nebula, Mantis, e Kraglin Obfonteri, insieme a Michael Rooker che torna per dare la voce a Yondu Udonta. Nell'ottobre 2022 è stato rivelato che Kevin Bacon avrebbe interpretato una versione fittizia di se stesso, e che Maria Bakalova avrebbe doppiato Cosmo il cane spaziale prima del suo ruolo maggiore in Vol. 3. Bakalova fornisce anche un'ulteriore motion capture per Cosmo, che è interpretato dall'attore cane Slate, in sostituzione dell'attore cane Fred di Guardiani della Galassia (2014) e Vol. 2. La band Old 97's compare nello speciale come un gruppo musicale composto da alieni, mentre Kyra Sedgwick, moglie di Bacon, ha un cameo vocale.

### Post-produzione
Greg D'Auria si è occupato del montaggio dello speciale, mentre Stephane Ceretti è il supervisore degli effetti visivi.  Gli effetti visivi per lo speciale sono stati realizzati da Framestore, Rodeo FX, Crafty Apes, Sony Pictures Imageworks, Industrial Light & Magic, Wētā FX, Gradient / Secret Lab e Perception. Le sequenze flashback animate sono state filmate in live-action e tracciate fotogramma per fotogramma usando tecniche di rotoscopio; Gunn ha citato il regista Ralph Bakshi come una fonte di influenza.

## Colonna sonora
John Murphy, il compositore di Vol. 3, è stato confermato per la partitura dell'Holiday Special nel gennaio 2022. Gunn ha scelto la musica per l'Holiday Special "molto presto". Ha scritto il testo della canzone di apertura, I Don't Know What Christmas Is (But Christmastime Is Here), e si è rivolto per un aiuto per la composizione a Rhett Miller del gruppo Old 97's. Anche una canzone esistente degli Old 97's è stata presa e nuovamente registrata con Bacon per il finale dello speciale. La colonna sonora dello speciale, composta dalla partitura di Murphy e da due canzoni originali, è stata pubblicata in digitale da Hollywood Records e Marvel Music il 23 novembre 2022.
Oltre a I Don't Know What Christmas Is (But Christmastime Is Here), altre canzoni presenti nello speciale comprendono: Fairytale of New York dei the Pogues con Kirsty MacColl, Dead by X-Mas degli Hanoi Rocks, Christmas Treat di Julian Casablancas, Is This Christmas? dei the Wombats, Just Like Christmas dei Low, I Want an Alien for Christmas dei Fountains of Wayne, Christmastime dei the Smashing Pumpkins, Christmas Wrapping dei the Waitresses, Mrs. Claus dei Little Jackie e Here It Is Christmastime di Kevin Bacon e degli Old 97's.
The Guardians of the Galaxy Holiday Special (Original Soundtrack) 

Musiche di John Murphy, tranne quando indicato.
1. Old 97's – I Don't Know What Christmas Is (But Christmastime Is Here)
2. How Yondu Ruined Christmas – 1:33
3. Telekinesis – 1:41
4. Kevin at Home – 1:57
5. Chasing Kevin – 1:22
6. Mantis Fights Back – 1:34
7. He's an Actor! – 1:16
8. Best Christmas Present – 2:25
9. Kraglin Explains – 1:26
10. How the Story Really Ended – 1:28
11. Mantis Reveals Her Secret – 1:27
12. Kevin Bacon e Old 97's – Here It Is Chrismastime – 3:26

Durata totale: 19:35

## Promozione
L'agosto 2022 è stato annunciato un calendario dell'avvento LEGO su Guardiani della Galassia Holiday Special, che è stato poi distribuito il 1º settembre dello stesso anno. Il trailer ufficiale dello speciale è stato pubblicato il 25 ottobre 2022. Amanda Lamadrid di Screen Rant pensava che il trailer offrisse un «gioco selvaggio e commovente» ed uno "sguardo maggiore alla trama selvaggia". Lamadrid ha notato come descrivesse «una delle battute classiche della serie in modo affascinante», riferendosi a come Peter Quill parli di Kevin Bacon come "il più grande eroe sulla Terra" in Guardiani della Galassia (2014). A novembre 2022, la società di domotica Vivint ha pubblicato uno spot pubblicitario che promuoveva lo speciale e i loro prodotti. Il 23 novembre 2022 sono stati pubblicati su Disney+ tre episodi della serie Marvel Studios: Legends, contenenti delle clip che riassumono le vicende di Mantis e Drax nelle loro precedenti apparizioni nel MCU; gli episodi sono stati tuttavia rimossi poco dopo la loro distribuzione.

## Distribuzione
Guardiani della Galassia Holiday Special è stato distribuito su Disney+ il 25 novembre 2022.
Una proiezione speciale in anteprima è avvenuta il 18 novembre 2022 nella NeueHouse ad Hollywood. Lo speciale costituisce la conclusione della Fase Quattro del MCU.

### Doppiaggio italiano
La direzione del doppiaggio è di Marco Guadagno e i dialoghi italiani sono a cura di Philippe Morville, per conto della Iyuno-SDI Group.

## Accoglienza
Sul sito aggregatore di recensioni Rotten Tomatoes ha una percentuale di gradimento del 94%, con un voto medio di 7.70 su 10, basato su 62 recensioni, di queste solo 4 negative. Il consenso critico del sito recita: «Più un ripieno di calze che un pacco completo, questa escursione yuletide è una deliziosa vetrina per Drax, Mantis ed il molto preparato Kevin Bacon». Metacritic, che usa un sistema di voto basato sulla media ponderata, ha assegnato allo speciale un punteggio positivo pari a 82 su 100, basato su otto recensioni, classificandolo come Universalmente Acclamato.